# Roches-lès-Blamont
Roches-lès-Blamont ist eine französische Gemeinde mit 611 Einwohnern (Stand: 1. Januar 2022) im Département Doubs in der Region Bourgogne-Franche-Comté.

## Geographie
Roches-lès-Blamont liegt auf 549 m, etwa zwölf Kilometer südlich der Stadt Montbéliard (Luftlinie). Das Dorf erstreckt sich im nördlichen Jura, am Rand der Hochfläche des Tafeljuras nördlich der Lomontkette über dem Taleinschnitt der Combe de Vau.
Die Fläche des 5,44 km² großen Gemeindegebiets umfasst einen Abschnitt des nördlichen französischen Juras. Der Hauptteil des Gebietes wird von der nur leicht gewellten Tafeljurahochfläche bestehend aus Sequan- und Kimmeridgekalken eingenommen, die durchschnittlich auf 540 m liegt. Mit 573 m wird auf der Anhöhe nördlich des Dorfes die höchste Erhebung von Roches-lès-Blamont erreicht. Das Hochplateau ist überwiegend von Acker- und Wiesland bestanden. Es gibt hier keine oberirdischen Fließgewässer, weil das Niederschlagswasser im verkarsteten Untergrund versickert. Die westliche Grenze verläuft oberhalb des Hanges, der zum Talsystem der Combe de Noye überleitet.
Der östliche Gemeindeteil umfasst das mehr als 100 m tief in die Hochflächen eingeschnittene Tal der Combe de Vau sowie deren kurze Seitentäler. Unterhalb von Roches-lès-Blamont wird der Steilhang von einem widerstandsfähigen Felsband gekrönt, das dem Ort den Namen gab. Die Combe wird nach Osten zum Gland entwässert. Flankiert wird der Taleinschnitt im Süden vom Bois de Châtel, im Norden vom Bois de la Lochière. Nach Nordosten erstreckt sich das Gemeindeareal in das Waldgebiet von Sévralon, in dem ein weiteres Seitental des Gland seinen Anfang nimmt.
Zu Roches-lès-Blamont gehören neben dem eigentlichen Ort mehrere Weiler und Einzelhöfe:
- Champs Vanny (558 m) auf dem Plateau von Blamont
- Es Combe Benoit (550 m) auf dem Plateau von Blamont

Nachbargemeinden von Roches-lès-Blamont sind Bondeval und Thulay im Norden, Hérimoncourt, Meslières und Glay im Osten, Blamont im Süden sowie Autechaux-Roide und Écurcey im Westen.

## Geschichte
Das Gemeindegebiet von Roches-lès-Blamont war schon sehr früh bewohnt. Bei Ausgrabungen wurden Spuren eines Siedlungsplatzes gefunden, der vom mittleren Neolithikum bis in die frühe Bronzezeit benutzt wurde.

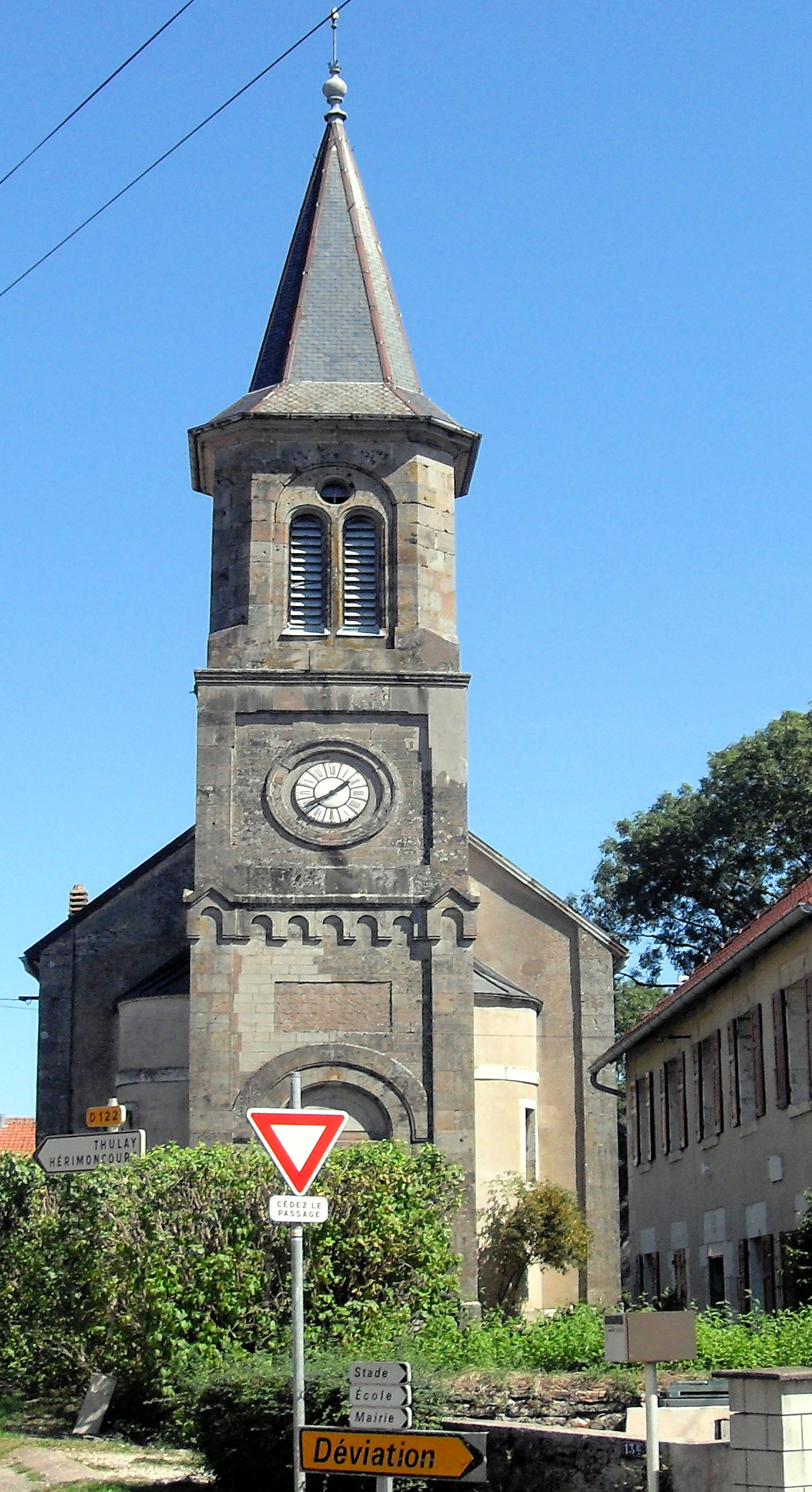
Lutherische Kirche

Erstmals erwähnt wird Roches bereits im Jahr 1040, als der Erzbischof von Besançon der Abtei Baume-les-Dames 14 Kirchen im Gebiet der Ajoie überließ. Seit dem Mittelalter bildete Roches eine eigene Herrschaft, die gegen Ende des 13. Jahrhunderts an die Herrschaft Blamont kam. Das lokale Adelsgeschlecht erlosch 1474. Nachdem das Dorf 1506 unter die Oberhoheit der Grafen von Württemberg-Mömpelgard (Montbéliard) gekommen war, wurde 1540 die Reformation eingeführt. Als Teil der Herrschaft Blamont, die eine der vier Herrschaften des Fürstentums Montbéliard bildete und 1699 von Frankreich annektiert wurde, gelangte Roches 1748 vertraglich endgültig an Frankreich. Um eine Verwechslung mit anderen gleichnamigen Gemeinden zu vermeiden, wurde Roches im Jahr 1961 offiziell in Roches-lès-Blamont umbenannt. Heute gehört das Dorf zum Gemeindeverband der Pays de Montbéliard Agglomération.

## Sehenswürdigkeiten
Die lutherische Kirche von Roches-lès-Blamont wurde im 19. Jahrhundert erbaut. Im alten Ortskern sind verschiedene Bauernhäuser im charakteristischen Stil der Franche-Comté aus dem 18. und 19. Jahrhundert erhalten.

## Bevölkerung
| Jahr                       | 1962 | 1968 | 1975 | 1982 | 1990 | 1999 | 2004 | 2016 |
| Einwohner                  | 287  | 292  | 377  | 493  | 548  | 574  | 639  | 640  |
| Quellen: Cassini und INSEE |      |      |      |      |      |      |      |      |

Mit 611 Einwohnern (Stand 1. Januar 2022) gehört Roches-lès-Blamont zu den kleinen Gemeinden des Départements Doubs. Nachdem die Einwohnerzahl in der ersten Hälfte des 20. Jahrhunderts abgenommen hatte (1901 wurden noch 408 Personen gezählt), wurde seit Beginn der 1970er Jahre ein markantes Bevölkerungswachstum verzeichnet. Seither hat sich die Einwohnerzahl mehr als verdoppelt.

## Wirtschaft und Infrastruktur
Roches-lès-Blamont war bis weit ins 20. Jahrhundert hinein ein vorwiegend durch die Landwirtschaft (Ackerbau, Obstbau und Viehzucht) geprägtes Dorf. Daneben gibt es heute einige Betriebe des lokalen Kleingewerbes. Mittlerweile hat sich das Dorf dank seiner attraktiven Lage zu einer Wohngemeinde gewandelt. Viele Erwerbstätige sind deshalb Wegpendler, die in der Agglomeration Montbéliard ihrer Arbeit nachgehen.
Die Ortschaft liegt abseits der größeren Durchgangsstraßen an einer Departementsstraße, die von Audincourt nach Blamont führt. Der nächste Anschluss an die Autobahn A36 befindet sich in einer Entfernung von ungefähr 13 Kilometern. Weitere Straßenverbindungen bestehen mit Hérimoncourt, Meslières und Autechaux-Roide.